# Conceito evolutivo de espécie
De acordo com o Conceito evolutivo de espécie, uma espécie é uma linhagem evolutiva, sequência de populações ancestrais-descendentes, que evolui de forma separada das demais linhagens e que possui tendências e papéis evolutivos próprios. Foi proposto do Simpson e Wiley, em 1951 e 1978, respectivamente.
Sendo assim, este conceito também abrange as espécies fósseis, organismos com reproduções especiais como partenogênese e assexuados, logo, passa a ter uma aplicação mais ampla que o conceito biológico. Uma abordagem completamente diferente dos demais conceitos por possuir a idéia de história evolutiva e ser compatível com vários modos de especiação. O fato das espécies possuírem unidade história reforça ainda mais esse conceito. 

## Histórico
Ideias evolucionistas como a de origem comum e a de transmutação de espécies existem desde o sec. VI a.C., estas foram analisadas pelo filósofo grego Anaximandro de Mileto. No séc. XVIII com o aumento do conhecimento biológico outros filósofos propuseram idéias evolutivas, dentre eles estão Pierre Louis Maupertuis (1745), Erasmus Darwin (1796), e Georges-Louis Leclerc (1749 a 1778),também conhecido como Conde de Buffon, foi considerado um dos maiores biólogos de seu tempo, com suas concepções filosóficas e o estudo das espécies, forneceu ótimos subsídeos para o progresso da biologia; destaca-se também o biólogo Jean-baptiste Lamarck. A explicação detalhada e a apresentação de provas sobre a seleção natural contidas no livro A Origem das Espécies de Charles Darwin publicado no final de 1859, levou a uma aceitação que se tornaria cada vez mais geral a respeito da existência da evolução. 

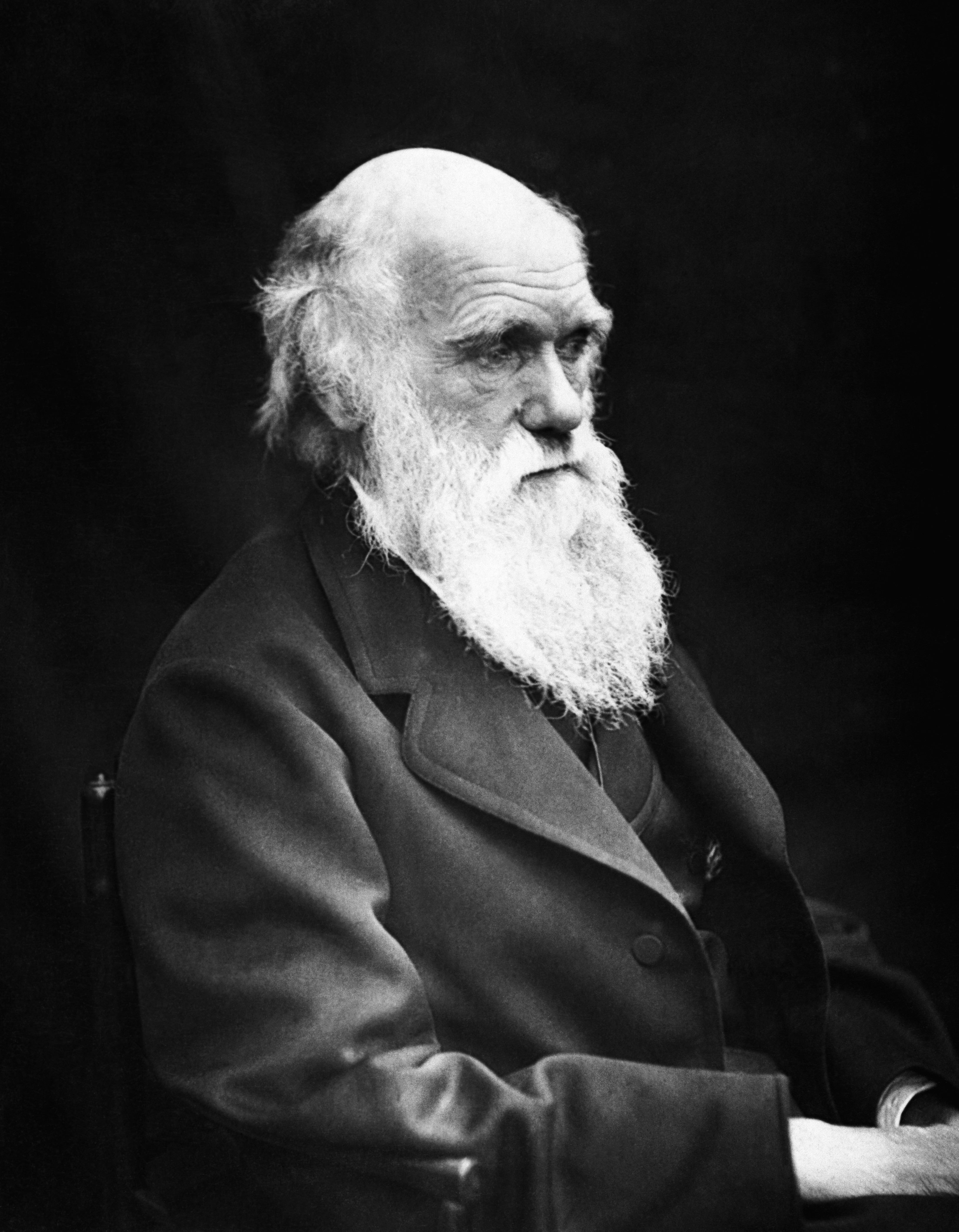
Charles_Darwin_01.jpg

Darwim porém, não obteve meios de explicar como as características eram passadas de geração em geração. Em 1900, o trabalho de Gregor Mendel foi redescoberto por cientistas como Hugo De Vries, um biólogo Neerlandês e William Bateson. Mendel descobriu em 1865 que as características herdáveis podem ser previstas, havendo, então, na época divergências entre as idéias de geneticistas e biometristas. Em 1930, o biólogo Ronald Fisher combinou a evolução por seleção natural e hereditariedade mendeliana, surge assim, a Síntese Evolutiva Moderna. Posteriormente, Oswald Avery identificou o DNA como material genético. James Watson e Francis Crick identificaram a estrutura do DNA e proposeram o modelo em dupla hélice. Como o DNA é uma homologia universal, isto é, todas as espécies possuem DNA, isto indica que todas as espécies possuem um ancestral comum. Na intenção de descobrir a resposta para a pergunta “qual a origem da vida?” cientistas de diversas áreas das Ciências Biológicas foram atraídos à biologia evolutiva. Espécie é a unidade evolutiva, porém ainda é um termo conceituado sem uma definição exata que abrange todos os aspectos inerentes a ele. 

George Gaylord Simpson (1961), um paleontólogo insatisfeito com o conceito biológico de espécie, por este ser um conceito que considera apenas o aspecto genético não podendo ser aplicado à espécies fósseis, propôs o conceito evolutivo. Permitiu, assim, a classificação de espécies fósseis e vivas. Simpson conceituou espécie como linhagem que evolui separadamente de outras. Numa modificação Wiley (1978) diz que uma espécie evolutiva é uma única linhagem de populações de organismos ancestral-descendente que mantém sua identidade separada de outras linhagens, no tempo e no espaço, que tem seu próprio destino histórico e suas próprias tendências evolutivas. Ambos os cientistas para criar o conceito evolutivo usaram como base a Síntese Moderna.

## Evidências

Estrutura em dupla hélice do DNA.

- Existem algumas evidências que favorecem esse conceito:

- - O código genético formado por um conjunto de códons, estruturas com trincas de bases nitrogenadas, pode através de uma mudança na sequência de bases levar a uma alteração no RNAm, e assim, na proteína a ser produzida, causando mutações. A presença de um código altamente conservado, com estruturas capazes de garantir sua constância, demonstra que mesmo diferentes as espécies possuem a mesma fonte para suas proteínas. Por uma expressão  de genes em necessidades diferentes os seres evoluem separadamente.

- - A compreensão da estrutura do DNA(Acido Desoxirribonucléico), que existe em toda espécie, fornece o mecanismo bioquímico para o entendimento de processos evolutivos. Evidência que as espécies surgiram de um ancestral comum, possuem a mesma origem e mesmo assim são diferentes, com processos evolutivos diferentes nessa estrutura em comum.

- - A Seleção natural é uma evidência, uma vez que é ela quem seleciona características ou indivíduos mais aptos em determinado ambiente ou condição. A sobrevivência dos aptos garante que seu material genético será herdado pela descendência, pois apenas estes o deixarão. A adaptação é dessa forma passada de geração em geração, levando à evolução da população, que será distinta da evolução de outra espécies que possuem  outras adaptações. A Seleção Natural em algumas situações age de tal maneira que pode levar à ocorrência de isolamento reprodutivo, este por sua vez, a especiação. o Isolamento Geográfico é o fenômeno em que grandes populações ficam isoladas fisicamente por uma barreira externa, como o surgimento de um rio ou formação de uma cadeia de montanhas. por meio da quebra do fluxo gênico entre as populações de uma espécie, a coesão genética da espécie não é mantida, levando também ao isolamento reprodutivo de tal modo que se depois a barreira desaparecer, indivíduos das populações já não poderão mais cruzar.

- - Homologia[4] de algumas estruturas morfológicas em várias espécies. As características possuem a mesma origem embrionária, embora com diferentes sequências de desenvolvimento. As nadadeiras Balaenoptera musculus (baleia azul) e outras espécies de baleias e cetáceos, as asas de Noctilio leporinus (Linnaeus, 1758) (morcego-pescador) e morcegos em geral, patas anteriores de gatos domésticos (Felix catus), são exemplos

de homólogias, pois são mamíferos com semelhanças embrionárias, mas pelas diferenças de habitats e hábitos desenvolveram separadamente e distintamente essas estruturas.
- - Espécie em anel[5] é uma espécie na qual seus extremos não podem cruzar na região de sobreposição, pois o conjunto de contínuos intermediários entre as duas espécies distintas, arranjados em um anel, ao longo do tempo já sofreram modificações intra-espercíficas que foram suficientes para produzirem uma diferença interespecífica. Fornecendo importantes evidências para a evolução.

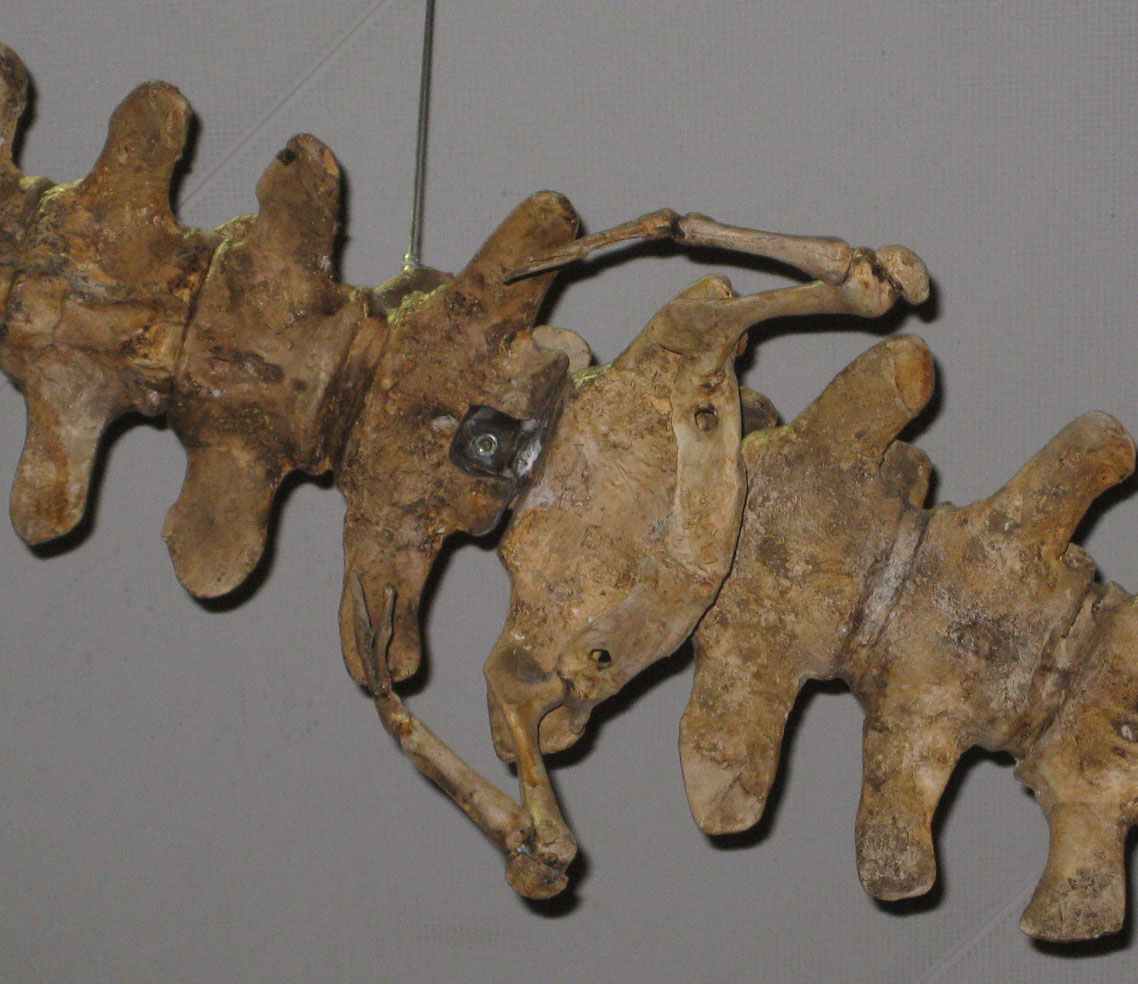
Exemplo de um orgão vestigial a partir de um fóssil,Pélvis Dorudon.

- - Os fósseis são evidências da evolução mostrando que algumas espécies que existiram são diferentes das atuais, mas apresentam semelhanças que indicam ancestralidade.

- - A existência de estruturas vestigiais, como, por exemplo, o apêndice vermiforme humano, desprovido de função quando comparado aos apêndices funcionais de outros vertebrados. Indica que na evolução do homem diferente de outros animais o apêndice deixou de influênciar na sobrevivência, deixou de ser uma adaptação.

## Críticas
O conceito evolutivo de espécie tem sido criticado, sendo um de seus maiores críticos Ernst Mayr (1996), em que segundo ele, o critério de isolamento reprodutivo, compreensivelmente presente no conceito biológico, passa a ser um critério muito vago de “manutenção de identidade”, “tendências evolutivas” e “destino histórico”. Esse conceito também foi criticado por Mayr, porque ele falha em reconhecer espécies irmãs (incipientes), estas espécies são isoladas reprodutivamente, mas fenotipicamente são indistinguíveis umas das outras (ibidem). Uma outra crítica feita a este conceito é o fato de não se obter uma linha evolutiva completa baseada em registros fósseis que possam comprovar a veracidade de que uma única linhagem evoluiu separadamente das demais.

## Tendências evolutivas dos primatas

### A evolução das mãos

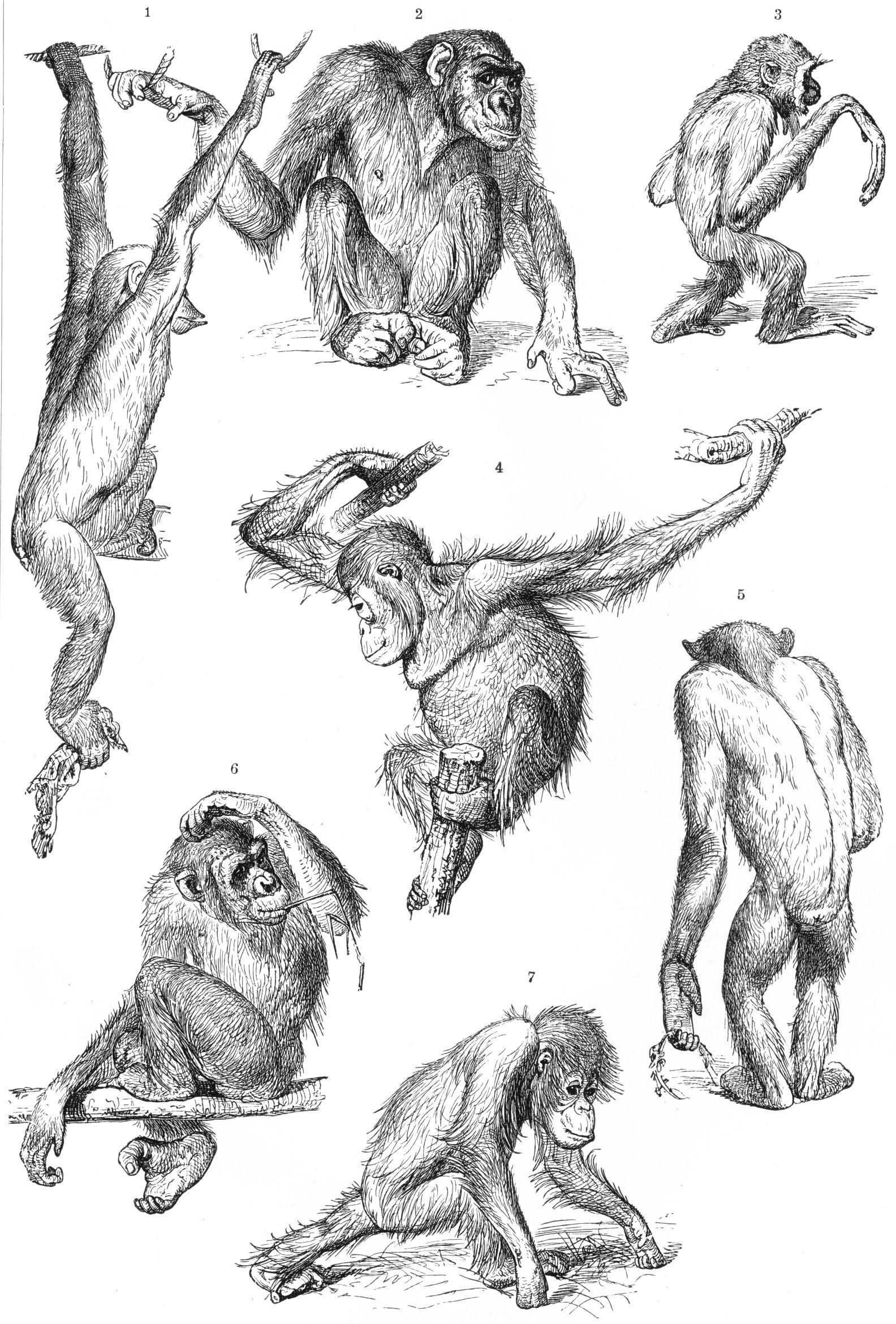
O fato de possuirem as mãos com 5 digitos,permitiu o desenvolvimento de habilidades fundamentais para
o modo de vida desses individuos.

Os primatas possuem mãos com 5 dedos e polegar opositor, seja os primatas modernos, 
divididos em macacos do velho mundo, macacos do novo mundo, pongídeos(conseguem ficar 
na postura bípede) e hominídeos (homem), ou os primatas mais primitivos chamados de 
prossímios (lêmure). Isso implica na capacidade de agarrar objetos aumentando a precisão 
na sua manipulação, possibilitando melhor fixação aos galhos das árvores, e assim, sua 
movimentação através delas. No homem as mãos com dedos mais finos e compridos executam 
com maior destreza manual movimentos considerados finos e delicados como escrever e 
pintar. Ao longo da evolução dos primatas houve uma tendência na direção da obtenção de 
uma melhora na capacidade manual, seja para fuga, captura de alimento, predação ou 
socialização, que nos hominídeos chegou ao ponto máximo.

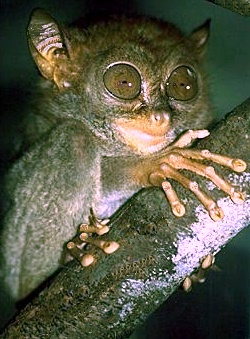
Philippine Tarsier (Tarsius syrichta).
O lêmure é um prossímio,precurssor dos primatas.

### Visão em três dimensões
A disposição dos olhos na posição frontal nos primatas permite uma melhor percepção 
da profundidade, essencial para animais que pulam de galho em galho, e cones na retina 
em quase todos os primatas, o que possibilita visão em cores. Essa característica se 
mostra mais importante do que o olfato para indivíduos de hábitos arbóreos. 

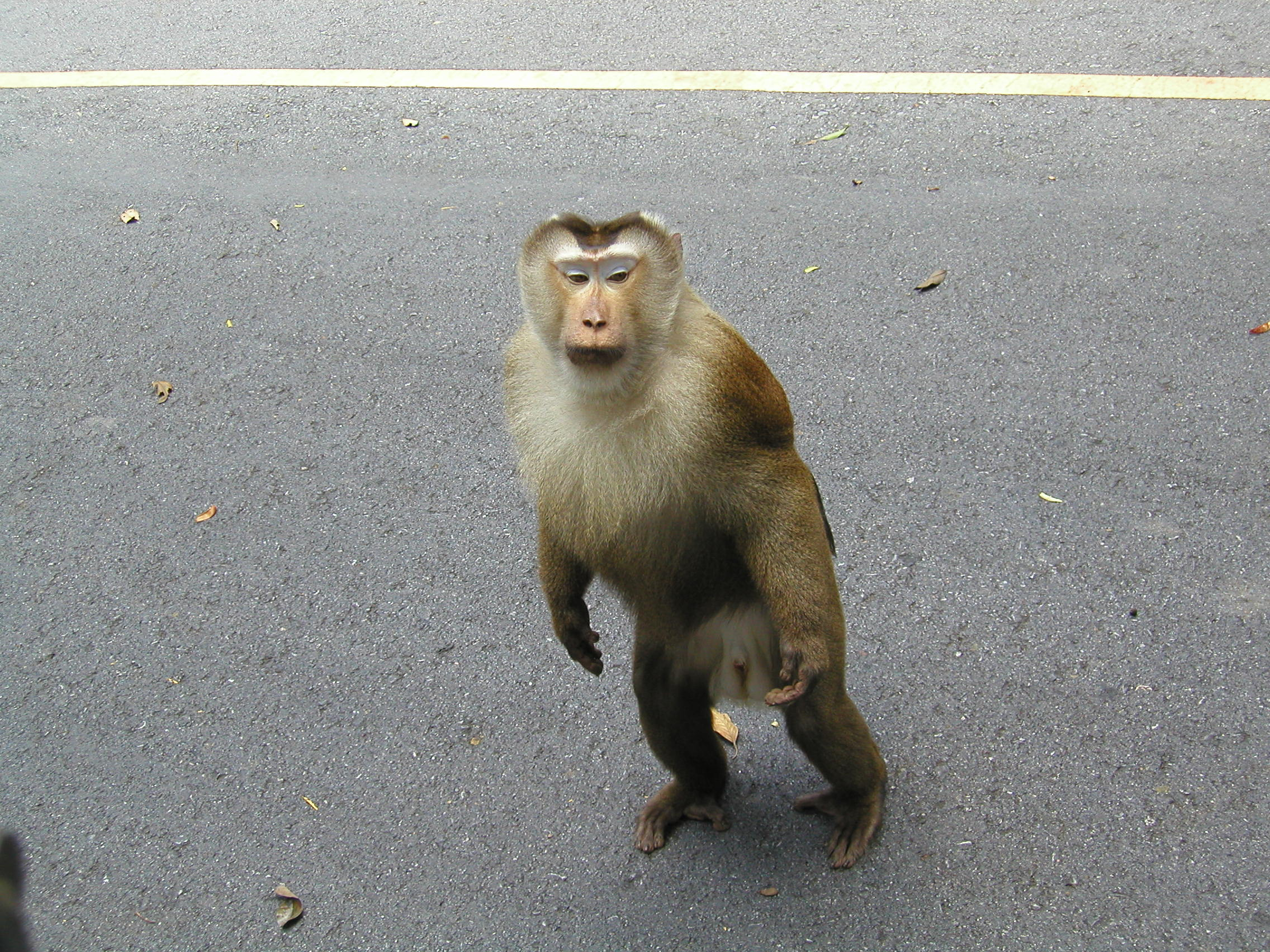
Monkey_walk.JPG

### Postura ereta
Todos os macacos são capazes de sentarem em postura ereta, os pongídeos 
conseguem manter parados ou se locomovendo postura bípede, embora por 
pouco tempo. Nos hominídeos ocorreram uma série de modificações na coluna 
vertebral, na pelvis e nas pernas para possibilitar a postura bípede. 
Essas mudanças são facilmente verificadas no registro fóssil. É possível 
que uma das vantagens de se ter os membros superiores livres é o transporte 
dos filhotes durante fugas.

### Cuidados com a prole

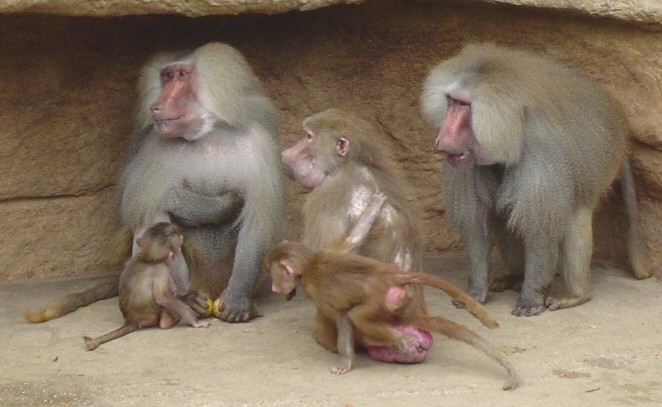
Grupo de babuíno representando o cuidado com a prole.

Uma tendência observada nos primatas, dos mais antigos aos mais recentes, 
é um aumento nos cuidados com os filhotes. quanto mais "moderno" é o 
primata maior é o período que o jovem fica dependente do adulto, o que 
implica em tempo maior de aprendizado e proteção significando maior garantia 
de sobrevivência. 